# Chất chống ôxy hóa

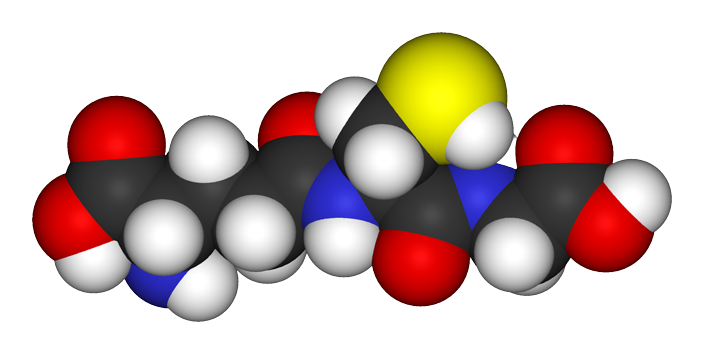
Mô hình chất chống oxy hóa.

Chất chống oxy hóa là một loại hóa chất giúp ngăn chặn hoặc làm chậm quá trình oxy hóa chất khác. Sự oxy hóa là loại phản ứng hóa học trong đó electron được chuyển sang chất oxy hóa, có khả năng tạo các gốc tự do sinh ra phản ứng dây chuyền phá hủy tế bào sinh vật. Chất chống oxy hóa ngăn quá trình phá hủy này bằng cách khử đi các gốc tự do, kìm hãm sự oxy hóa bằng cách oxy hóa chính chúng. Để làm vậy người ta hay dùng các chất khử (như thiol hay polyphenol) làm chất chống oxy hóa.
Dù phản ứng oxy hóa thuộc loại cơ bản trong đời sống nhưng có thể ngăn chặn nó, chẳng hạn động thực vật duy trì hệ thống rất nhiều loại chất chống oxy hóa như glutathione, vitamin C, vitamin E, enzyme catalase, superoxide dismutase, Axít citric. Chất chống oxy hóa yếu hay còn gọi là chất ức chế có thể phá hủy tế bào.

## Một số thực phẩm chống oxy hóa
- 1. Các loại quả mọng Các loại quả mọng có nhiều chất chống oxy hóa và các loại vitamin và khoáng chất khác. Chúng giúp bảo vệ cơ thể khỏi tổn thương não, ung thư, cholesterol cao và các bệnh liên quan đến tuổi tác và cũng có tác dụng chống lão hóa.
- 2. Sôcôla đen Sôcôla đen giàu chất chống oxy hóa như flavanols và polyphenol thực sự tốt cho trái tim của bạn. Các nghiên cứu cho thấy loại sô cô la với 70%ca cao rất có lợi. Tuy nhiên, sôcôla đen cần phải được sử dụng một cách có kiểm duyệt vì chúng cũng chứa nhiều calo.
- 3. Nho tím Các chất chống oxy hóa có trong nho đỏ/nho tím được cho là có tác dụng bảo vệ chống lại ung thư và bệnh tim và cũng có tác dụng chống lão hóa. Hãy ăn nho tím càng nhiều càng tốt để cải thiện sức khỏe của bạn.
- 4. Đậu thận Đậu thận chứa nhiều chất chống oxy hóa và chất đạm tăng cường sức mạnh cơ, không chứa cholesterol và ít chất béo. Thêm đậu thận trong món salad, bánh mì hoặc bạn cũng có thể làm món cà ri đậu.
- 5. Nam việt quất Nam việt quất có chứa các hợp chất chống oxy hóa mạnh mẽ và hiệu quả được gọi là flavonoids có tác dụng chống lại các gốc tự do nguy hiểm trong cơ thể.
- 6. Nho khô Nho khô đen là một nguồn chống oxy hóa tuyệt vời vì nó có chứa anthocyanins giúp tăng cường năng lượng.
- 7. Lúa mạch Thuộc tính chống oxy hóa của lúa mạch giúp tăng cường năng lượng và cung cấp sức mạnh cho cơ thể. Khi ngâm và mọc mầm, hàm lượng chất chống oxy hóa sẽ tăng lên và nó cũng trở nên dễ tiêu hóa vì vậy giúp cơ thể hấp thu dưỡng chất hiệu quả hơn.
- 8. Súp lơ xanh Các chất chống oxy hóa như carotenoid, lutein, zeaxanthin và beta-carotene có trong súp lơ xanh giúp chống ung thư. Ăn súp lơ xanh hấp được cho là rất có lợi.
- 9. Cà chua Cà chua chứa ba loại chất chống oxy hóa cần thiết - lycopene, vitamin C và vitamin A. Trong số đó, vitamin C là chất chống oxy hóa quan trọng nhất giúp cải thiện sức khoẻ. Tiêu thụ cà chua nấu chín giúp hấp thụ chất dinh dưỡng tốt hơn.
- 10. Óc chó Hạt óc chó rất lành mạnh vì chúng chứa một lượng lớn chất chống oxy hóa - polyphenol. Chúng cũng không chứa cholesterol, ít natri và là thực phẩm bạn nên ăn hàng ngày.

## Nghiên cứu thêm
- Nick Lane Oxygen: The Molecule That Made the World (Oxford University Press, 2003) ISBN 0-19-860783-0
- Barry Halliwell and John M.C. Gutteridge Free Radicals in Biology and Medicine(Oxford University Press, 2007) ISBN 0-19-856869-X
- Jan Pokorny, Nelly Yanishlieva and Michael H. Gordon Antioxidants in Food: Practical Applications (CRC Press Inc, 2001) ISBN 0-8493-1222-1